# レオノール・デ・ポルトゥガル (アラゴン王妃)
レオノール・デ・ポルトゥガル（ポルトガル語：Leonor de Portugal, 1328年2月3日 - 1348年10月29日）は、アラゴン王ペドロ4世の2番目の妃。ポルトガル王アフォンソ4世と、カスティーリャ王サンチョ4世の娘ベアトリス・デ・カスティーリャ・イ・モリナの間の末娘。

## 生涯
子供のころのレオノールについてはほとんど伝わっていない。18歳の頃、レオノールを甥フェルナンド・ダラゴンの妃に望むカスティーリャ王アルフォンソ11世と、自身の妃に望むアラゴン王ペドロ4世の間で争われたが、これにはポルトガルの支援を確保したいという両国の思惑があった。結局ペドロ4世の最初の妃マリア・デ・ナバラが死去した1347年の11月14日または15日に、バルセロナにおいてレオノールはぺドロ4世と結婚した。レオノールはポルトガルで生まれた唯一のアラゴン王妃である。
レオノールは結婚の翌年1348年10月29日に、ヘリカへの旅の途中、テルエルで黒死病にかかり死去した。レオノールにはベアトリスという名の娘がいたとする後世の文献もあるが、実際にはレオノールとペドロ4世の間には子供はいなかった。レオノールの遺書にこの娘についての言及はなく、一方でレオノールの母ベアトリスの1357年および1358年の2つの遺書にはこのベアトリスという娘について、その遺体をサンタレンの聖フランシスコ修道院から自身の墓に改葬するよう記されており 、おそらくこのベアトリスという娘はレオノールの兄ペドロ1世の庶子であったとみられる。レオノールは最初ヘリカに埋葬されたが、1348年9月のレオノールの遺書に従い、1350年6月にポブレー修道院に改葬された。